# Pollenia opalina
Pollenia opalina este o specie de muște din genul Pollenia, familia Calliphoridae, descrisă de Dear în anul 1986. Conform Catalogue of Life specia Pollenia opalina nu are subspecii cunoscute.